# Майрон Боаду
Майрон Боаду (нід. Myron Boadu, нар. 14 січня 2001, Амстердам) — нідерландський футболіст, нападник клубу «Монако» і національної збірної Нідерландів. На умовах оренди грає за «Бохум».

## Клубна кар'єра
Народився 14 січня 2001 року в Амстердамі. Вихованець місцевої дитячої футбольної команди «Бюйтенвелдерт». 2013 року був запрошений до академії алкмарського АЗ.
У дорослому футболі дебютував 2018 року виступами за основну команду АЗ.
Влітку 2021 року Майрон Боаду за 17 мільйонів євро перейшов до «Монако».

## Виступи за збірні
2015 року дебютував у складі юнацької збірної Нідерландів (U-15), загалом на юнацькому рівні взяв участь у 18 іграх, відзначившись 2 забитими голами.
З 2019 року захищає кольори молодіжної збірної Нідерландів. У своїй першій грі за «молодіжку» відзначився дублем. Таким успішним початком кар'єри на молодіжному рівні заробив виклик до національної збірної країни, у лавах якої дебютував 19 листопада 2019 року у 18-річному віці, вийшовши на заміну у другому таймі заключної для його команди гри відбору на Євро-2020 проти естонців. Дебют на рівні національної команди юний нападник також відзначив забитим голом.
| Дата       | Місто     | Господарі  | Результат | Гості   | Турнір            | Голи | Примітки |
| ---------- | --------- | ---------- | --------- | ------- | ----------------- | ---- | -------- |
| 19-11-2019 | Амстердам | Нідерланди | 5 – 0     | Естонія | Відбір до ЧЄ 2020 | 1    | 46'      |
| Усього     |           | Матчів     | 1         |         | Голів             | 1    |          |